# Pojemność polowa
Pojemność polowa (ang. field capacity, stąd też nazywana wartość FC) – ilość wody, jaka może być przechowywana pomimo grawitacji przez naturalną ziemię przez 2 dni po dłuższym okresie opadów lub po odpowiedniej irygacji (definicja według Dyrektywy Komisji Europejskiej 2004/73/WE z 29 kwietnia 2004).
Jest określana w nienaruszonej glebie na miejscu (in situ) w terenie. Ten pomiar nie może więc być stosowany do naruszonych, laboratoryjnych próbek gleb. Wartości FC oznaczone w naruszonych glebach mogą wykazywać większe odchylenia systematyczne.
Polowa pojemność wodna jest wielkością retencji bardzo charakterystyczną z punktu widzenia praktyki rolniczej, gdyż określa zdolność magazynowania wody w danej glebie.